# Berezóvaia Gorà
Berezóvaia Gorà (en rus: Березовая Гора) és un poble del krai de Perm, a Rússia, que en el cens del 2010 tenia 53 habitants.